# Пирс, Сэмюэл Джордж
Сэ́мюэл Джо́рдж Пи́рс (англ. Samuel George Pearse, валл. Samuel George Pearse; 16 июля 1897, Пенарт, Гламорганшир, Уэльс, Великобритания — 29 августа 1919, Емца, Северная область, Россия) — австралийский и британский военнослужащий валлийского происхождения, капрал Австралийской и сержант Британской армий. Кавалер креста Виктории.
Родился в Уэльсе в рабочей семье, вскоре эмигрировавшей в Австралию, где не гнушался никакого труда. Послужив в Милиции и Легионе пограничников, после начала Первой мировой войны Пирс записался добровольцем в Австралийские имперские силы. Не успев принять участия в Галлиполийской кампании, он был переведён во Францию и Бельгию, где отличился во время битв на Сомме, при Позьере, при Пашендейле. В битве за Менинскую дорогу Пирс находился на переднем краю окопов, лично эвакуировал раненых, доставлял донесения, за что был награждён Воинской медалью. Получив ранение, он сам был отправлен на лечение в Англию, где женился и встретил конец войны. После прохождения обучения, как и многие австралийцы, записался в Британскую армию и вступил в Силы поддержки Северной России, посланные помочь белым в борьбе против красных в только что начавшейся гражданской войне в России. Приняв участие в нескольких столкновениях с большевистскими силами близ Архангельска, 29 августа 1919 года под Емцой две роты батальона Пирса атаковали оборону противника. Он в одиночку напал на занятый большевиками блокгауз, забросал его гранатами, но вскоре был сражён вражеским пулемётным огнём. Посмертно был удостоен креста Виктории, высшей награды Великобритании и Содружества за храбрость перед лицом врага. Был похоронен на железнодорожной станции Обозерская, но вскоре могила затерялась.

## Биография

### Молодые годы

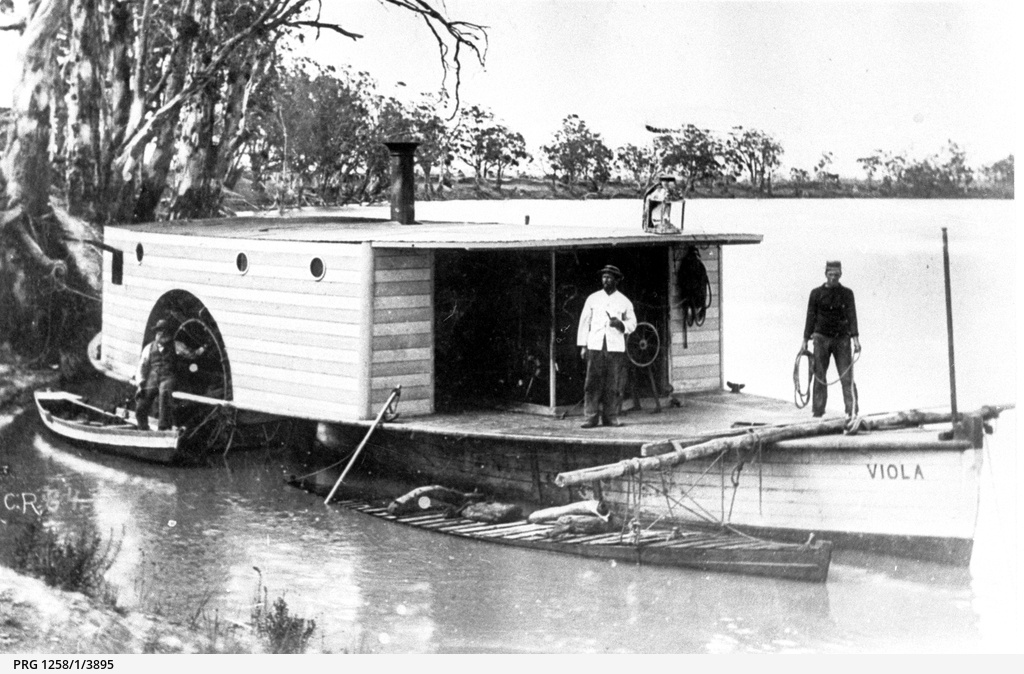
Пароход «Viola» с командой

Сэмюэл Джордж Пирс родился 16 июля 1897 года в небольшом городке Пенарт в Гламорганшире (недалеко от Кардиффа, столицы Уэльса), в семье чернорабочего Джорджа Стэплтона Пирса и его жены Сары Энн, урождённой Селлик. Окончив Пенартскую грамматическую школу, в 1911 году 14-летний Сэмюэл с братом Робертом и отцом эмигрировал в Австралию. Прибыв в Мельбурн в 1912 году на день Нового года, его отец купил земельный участок близ Курлонга (Милдьюра, Виктория), после чего в Австралию приехала и мать с дочерью Луизой и младшим сыном Джеком. Сэмюэл не пренебрегал любой сезонной работой: он трудился на семейной ферме, был сборщиком фруктов, рабочим, охотником и даже палубным матросом на колёсном пароходе «Viola», ходившем по реке Муррей.

### Военная служба
В течение двух лет Пирс служил в 73-м батальоне Милиции, а также был членом Легиона пограничников. После начала Первой мировой войны и за несколько дней до своего восемнадцатилетия Пирс, занимавшийся ловлей кроликов, с письменного согласия родителей записался добровольцем на военную службу за границей и 5 июля 1915 года под номером 2870 был зачислен в состав Австралийских имперских сил. После базовой подготовки 10 сентября он отплыл из Мельбурна на борту «HMAT Star of Victoria» с 9-м подкреплением для 7-го батальона. Добравшись до Галлиполи незадолго до эвакуации, Пирс провёл всего две недели на службе в роте «D». В декабре 1915 года Пирс на борту «RMS Empress of Britain» отплыл в Египет, куда прибыл 7 января 1916 года. После этого он был отправлен во Францию и 31 марта прибыл в Марсель, где прошёл курс обучения.
Четыре месяца спустя Пирс был на Сомме. 24 августа 1916 года он был переведён во 2-ю пулемётную роту, посланную в помощь 2-й бригаде, оставшись в составе роты, когда она стала частью 1-го пулемётного батальона. Пирс сразу же принял участие в боях на Западном фронте, получив ранение во время жестокой австралийской атаки в битве при Позьере, но вскоре вернулся в расположение части. В сентябре 1917 года Пирс принял участие в боях в Пашендейле. За одиночный рейд против немецкой пулемётной точки и действия в качестве посыльного в период с 18 по 22 сентября во время битвы за Менинскую дорогу к востоку от Ипра, в Бельгии, Пирс был 11 декабря того же года награждён Воинской медалью.

В ночь на 18 сентября 1917 года этот солдат, находясь на передовой на посту на западном краю леса Гленкурс восточнее Ипра, увидел проблеск света на немецком посту на некотором расстоянии впереди и, предупредив своих товарищей, в одиночку подполз вперёд и сбросил гранаты на данное место, убив несколько врагов, начинавших эвакуироваться с этого поста. Обычно этот солдат был посыльным, он находился в окопах с 16 по 22 сентября, участвуя в наступлении и повсюду показывая полное пренебрежение опасностью во время передачи сообщений, руководства отрядами и доставки раненых, на каждом обратном пути. Он помог с доставкой раненых с передовых позиций и, без сомнения, спас много жизней.
Оригинальный текст (англ.)On the night of 18th September, 1917, this man, while on outpost duty in a post on the western edge of GLENCOURSE WOOD East of YPRES, saw a light shine momentarily in a German post some distance in front and, after warning his comrades, crept forward alone and dropped bombs into thre position causing casualties to the enemy who evacuated the post. Normally this man is a runner, he was in the trenches from 16th to 22nd September taking part in the advance and throughout showed an utter disregard of danger in carrying messages, guiding parties and in bringing in wounded men, on every return run. From forward positions he helped to bring back wounded and undoubtedly saved many lives.

Вручать награду прямо на фронте должен был генерал сэр Уильям Бидвуд, однако у него не осталось медалей, и он наградил Пирса всего лишь лентой медали. При этом, будучи храбрым воином на поле боя, во время повседневной службы Пирс часто пренебрегал дежурством, отлучался из караула и не подчинялся приказам, а также много раз бывал в госпиталях по разным причинам.
21 ноября 1917 года Пирс получил звание младшего капрала, а 10 апреля 1918 года был повышен до капрала. 19 мая он был ранен в бою, уже во второй раз. После этого Пирс был отправлен в Англию на лечение, где провёл месяц в госпитале в Эдмонтоне, и не смог вернуться в своё подразделение до перемирия 11 ноября и конца войны. После прохождения обучения в пулемётной учебной части 1 декабря 1918 года он поступил на службу в 1-й пулемётный батальон.

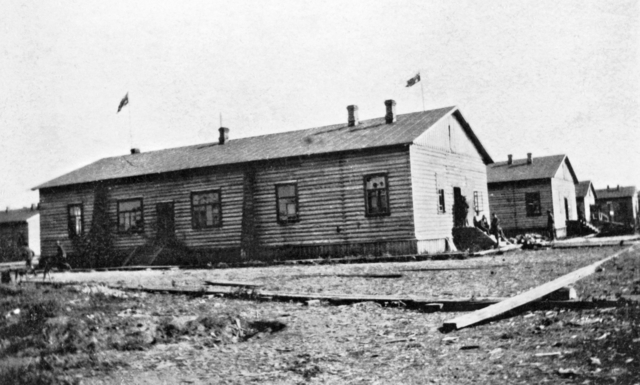
Барак австралийских солдат на севере России, 1919 год

После Октябрьской революции 1917 года Россия была охвачена борьбой между большевистской Красной армией и антикоммунистической Белой армией. Западные союзники присоединились к борьбе с красными. Вскоре Пирса привлекла перспектива службы в Силах поддержки Северной России, как и 150 других австралийских солдат из 8-тысячного контингента добровольцев. 18 июля 1919 года он был уволен из Австралийских имперских сил и почти немедленно зачислен в Британскую армию в звании рядового. Солдатам было разрешено оставить при себе свою австралийскую военную форму, в том числе характерные шляпы. Наличие идеологической мотивации у австралийцев для участия в чужой гражданской войне в далёкой России представляется маловероятным, так как, скорее всего, солдаты решили просто продолжить службу, чем ждать своей долгой репатриации из Великобритании в Австралию.
Пирс в отличие от многих австралийских добровольцев поучаствовал в Первой мировой войне и являлся закалённым в боях ветераном, ввиду чего вскоре был повышен до сержанта, поступив в 45-й батальон Королевских фузилёров, базировавшийся в Лондоне, под командование бригадного генерала Лайонела Садлейра-Джексона. 24 июля Пирс отплыл в Россию на военном транспорте «Царь». Батальон был отправлен в Архангельск, а оттуда в Емцу, в 200-х километрах от архангельского порта, где планировалось наступление на большевиков с целью укрепления позиций Белой армии до окончательного вывода британских сил. 23 июля у Обозерской состоялся первый бой, окончившийся разгромом большевистского отряда. 10 августа австралийцы предприняли успешную атаку на Двинском фронте, нанеся большие потери большевикам и захватив более 3000 пленных.

### Гибель

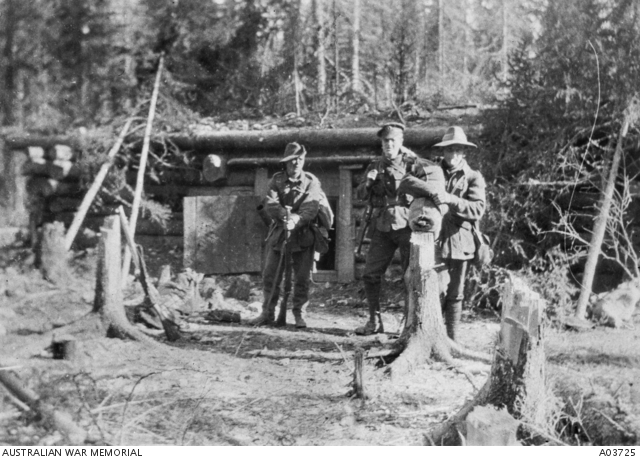
Австралийские солдаты около блокгауза, у которого погиб Пирс. 1919 год

Во время атаки двух австралийских рот 45-го батальона на большевистскую оборону 29 августа 1919 года на железной дороге около Сельца за пределами Емцы, после разгрома вражеской артиллерийской батареи сержант Пирс прорезал колючую проволоку под огнём из винтовок и тяжёлых пулемётов для того, чтобы пробраться к пулемётной точке противника. Затем он в одиночку с бомбами напал на блокгауз и вывел его из строя, бросив несколько гранат в амбразуру. Через несколько минут Пирс был сражён пулемётным огнём. При ранении ему перебило бедренную артерию, и Пирс скончался от большой кровопотери на поле боя, но успел расчистить путь для своих товарищей. Пирс погиб в возрасте 22 лет. Впоследствии один из служивших с Сэмюэлом офицеров так его охарактеризовал: «Самый храбрый человек, которого я когда-либо видел».

### Награждение
23 октября 1919 года королевским указом Сэмюэл Пирс был посмертно награждён крестом Виктории. К тому времени союзные войска были эвакуированы под командованием генерала Лорда Роулинсона с севера России и уже прибыли на родину. Пирс стал вторым австралийцем, награждённым крестом Виктории за действия в России, после Артура Салливана. Также Пирс оказался вторым кавалером креста Виктории из Пенарта, после Ричарда Уэйна.

Военное министерство, 23-е октября, 1919.
Его Величество КОРОЛЬ милостиво одобрил награждение КРЕСТОМ ВИКТОРИИ указанного ниже Военнослужащего Сержантского Состава: —
СЕВЕРНАЯ РОССИЯ.
Покойный 133002 сержант Сэмюэл Джордж Пирс, В. М., 45-й Батальон, Королевские фузилёры (Милдура, Австралия).
За наивысшую заметную храбрость, преданность долгу и самопожертвование во время операции против позиции батареи противника к северу от Емцы (Север России) 29 августа 1919 года.
Сержант Пирс прорвался сквозь вражескую колючую проволоку под очень тяжёлым пулемётным и винтовочным огнем, расчистив путь для входа войск на позицию батареи.
Увидев, что блокгауз тормозит наше продвижение и причиняет нам потери, он в одиночку атаковал блокгауз, убив его обитателей своими бомбами.
Этот доблестный военнослужащий сержантского состава через минуту встретил свою смерть, и именно благодаря ему данная позиция была занята с малыми потерями.

Его великолепная храбрость и полное пренебрежение личной опасностью заслужили восхищение им у всех войск.
Оригинальный текст (англ.)War Office, 23rd October, 1919.

His Majesty the KING lias been graciously pleased to approve of the award of the Victoria Cross to the undermentioned Non-Commissioned Officer: —
NORTH RUSSIA.
The late 133002 Serjeant Samuel George Pearse, M.M., 45th Battalion, Royal Fusiliers (Mildura, Australia).
For most conspicuous bravery, devotion to duty and self-sacrifice during the operation against the enemy battery position north of Emtsa (North Russia) on the 29th August, 1919.
Serjeant Pearse cut his way through the enemy barbed wire under very heavy machine-gun and rifle fire and cleared a way for the troops to enter the battery position.
Seeing that a blockhouse was harassing our advance and causing us casualties, he charged the blockhouse single-handed, killing the occupants with bombs.
This gallant non-commissioned officer met his death a minute later, and it was due to him that the position was carried with so few casualties.

His magnificent bravery and utter disregard for personal danger won for him the admiration of all troops.

25 марта 1920 года крест Виктории был вручён лично королём Георгом V вдове Пирса в Букингемском дворце. На время церемонии она отдала понянчить ребёнка королеве Марии, которая сказала: «Как жаль, что этот ребёнок войдёт в жизнь с медалью, а не с отцом». Посмертно Пирс также был награждён российским орденом Святого Георгия.

### Похороны

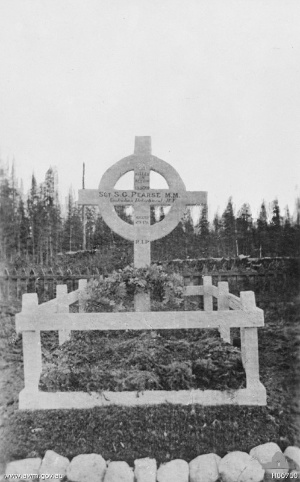
Крест на могиле Сэмюэла Пирса, ок. 1919 г.

Пирс был похоронен у железнодорожной станции Обозерская между Емцой и Архангельском на севере России. Над могилой Пирса был поставлен небольшой деревянный крест с изображением восходящего солнца, сама она была обложена раскрашенными белыми камнями, а вокруг установлена низкая ограда. Впоследствии место захоронения затерялось, но имя Пирса было отмечено на мемориале на Архангельском союзном кладбище.
В 2011 году на месте гибели Пирса был сооружён кенотаф, а рядом выстроен импровизированный бревенчатый блокгауз. В 2018 году, после более чем десятилетних поисков, могила Пирса была найдена саперно-мемориальной командой «Штык решает» под руководством архангельского историка Алексея Сухановского на территории частного домовладения под грудой строительных материалов по координатам, указанным в отчёте инспектора Имперской комиссии по военным захоронениям Х. Е. Д. Крида от 31 мая 1925 года. Останки были эксгумированы, затем направлены на патолого-анатомическую экспертизу, в ходе которой было установлено, что скелет имеет такой же рост как и Пирс, а среди костей отсутствует средний палец на правой ноге, ампутированный ещё до отбытия на север России. Кроме того, в захоронении была обнаружено австралийское военное обмундирование, в частности, характерная шляпа. В ожидании проведения ДНК-анализа останки были депонированы в местном морге для последующего перезахоронения. Ричард Кристен, внук Пирса, специально приехавший в Архангельск для того, чтобы увидеть останки своего деда, изъявил желание похоронить его на родине, в Милдьюре.

## Личная жизнь

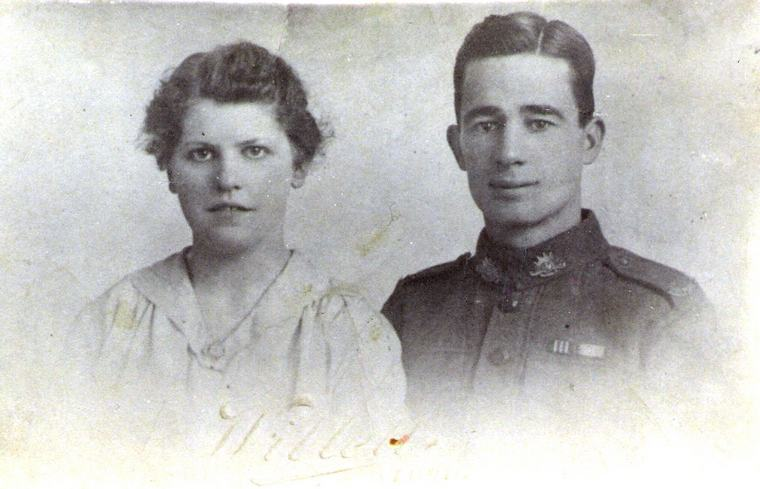
Пирс с женой

Сэмюэл Пирс был высоким, худощавым, смуглым человеком; среди товарищей он был известен как «Сэм» и «Тэффи». Принадлежал к Церкви Англии.
После окончания войны во время пребывания в Англии и ожидания выписки из госпиталя Сэмюэл Пирс встретил Кэтрин «Китти» Нокс, служившую водителем скорой помощи в Женском армейском вспомогательном корпусе. В мае состоялась помолвка, а 1 июня они поженились в Дареме. Вскоре Кэтрин забеременела, после чего молодая пара решила отложить своё путешествие в Австралию. Дочь — Виктория Кэтрин Сара Пирс, родившаяся 21 февраля 1920 года в Англии после смерти Сэмюэла, — была названа в честь его награды. Вдова Пирса с дочерью в июле 1920 года уехала в Австралию и поселилась в Мельбурне. Там Китти начала новую жизнь, выйдя замуж за землекопа Альберта Роуза. Лет до десяти Виктория считала, что он и есть её отец, пока не нашла в мамином сундуке крест Виктории и своё свидетельство о рождении.

## Память

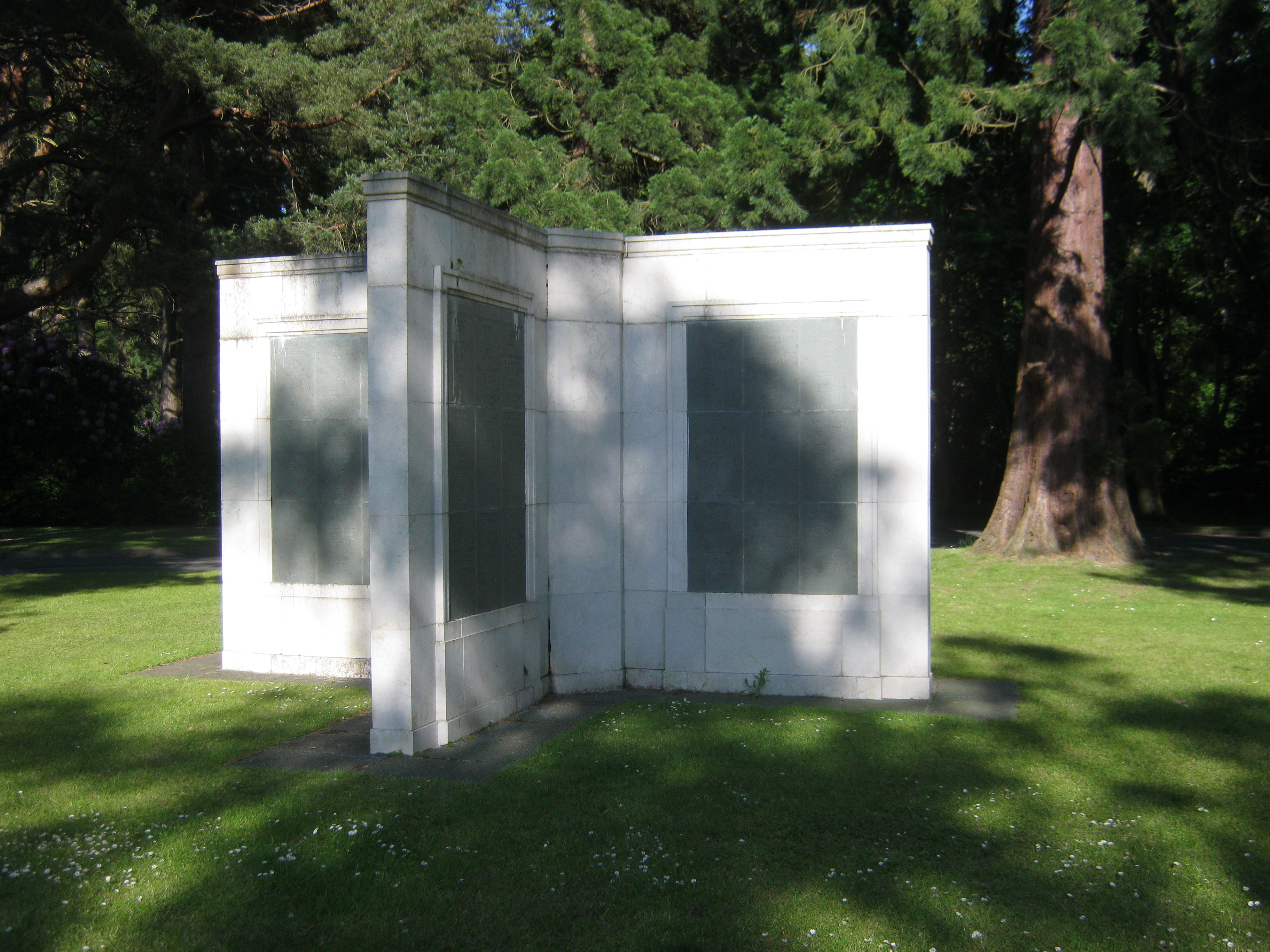
Российский мемориал, Броквуд

Крест Виктории, Воинская медаль, Звезда 1914—15, которыми был награждён Пирс, выставлены под его фотографией в Зале доблести Австралийского военного мемориала в Канберре. Местонахождение медалей за службу во время Первой мировой войны неизвестно. В Австралийском военном мемориале хранятся тапочки Пирса, сделанные из коровьей шкуры и кроличьего меха, которые он носил во время службы в России. Служебное дело Пирса находится в Национальном архиве Австралии. Имя Пирса высечено на Российском мемориале на Броквудском кладбище.
Фотография Пирса была размещена в библиотеке Карнеги в Милдьюре. Именем Пирса назван памятный сад между Дикин-авеню и Тринадцатой улицей в Милдьюре, там же в Хендерсон-парке воздвигнута его статуя в натуральную величину, а на здании городского совета установлена мемориальная доска. Памятная доска с именем Пирса также установлена на военном мемориале в Пенарте. Почтой Австралии в честь Пирса были выпущены памятные марки со специальным штемпелем.